# Maglehems socken
Maglehems socken i Skåne ingick i Gärds härad, ingår sedan 1974 i Kristianstads kommun och motsvarar från 2016 Maglehems distrikt.
Socknens areal är 32,96 kvadratkilometer varav 32,88 land. År 2000 fanns här 523 invånare. Kyrkbyn Maglehem med sockenkyrkan Maglehems kyrka ligger i socknen.

## Administrativ historik
Socknen har medeltida ursprung. 
Vid kommunreformen 1862 övergick socknens ansvar för de kyrkliga frågorna till Maglehems församling och för de borgerliga frågorna bildades Maglehems landskommun. Landskommunen uppgick 1952 i Degeberga landskommun som 1974 uppgick i Kristianstads kommun. Församlingen uppgick 2010 i Degeberga församling som 2014 uppgick i Degeberga-Everöds församling.
1 januari 2016 inrättades distriktet Maglehem, med samma omfattning som församlingen hade 1999/2000.  
Socknen har tillhört län, fögderier, tingslag och domsagor enligt vad som beskrivs i artikeln Gärds härad. De indelta soldaterna tillhörde Norra skånska infanteriregementet, Gärds kompani och Skånska dragonregementet, Sallerups skvadron, Livkompaniet.

## Geografi
Maglehems socken ligger vid kusten av Hanöbukten söder om Åhus kring Julebodaån med Linderödsåsen i väster. Socknen är en skogsbygd med inslag av odlingsbygd.

## Fornlämningar
Boplatser från stenåldern är funna. Från järnåldern finns gravhögar, stensättningar, domarringar och resta stenar.

## Namnet
Namnet skrevs 1386 Maglahem och kommer från kyrkbyn. Efterleden innehåller hem, 'boplats; gård'. Förleden är Magle ur mikil, 'stor'..